# Institut national de la santé et de la recherche médicale

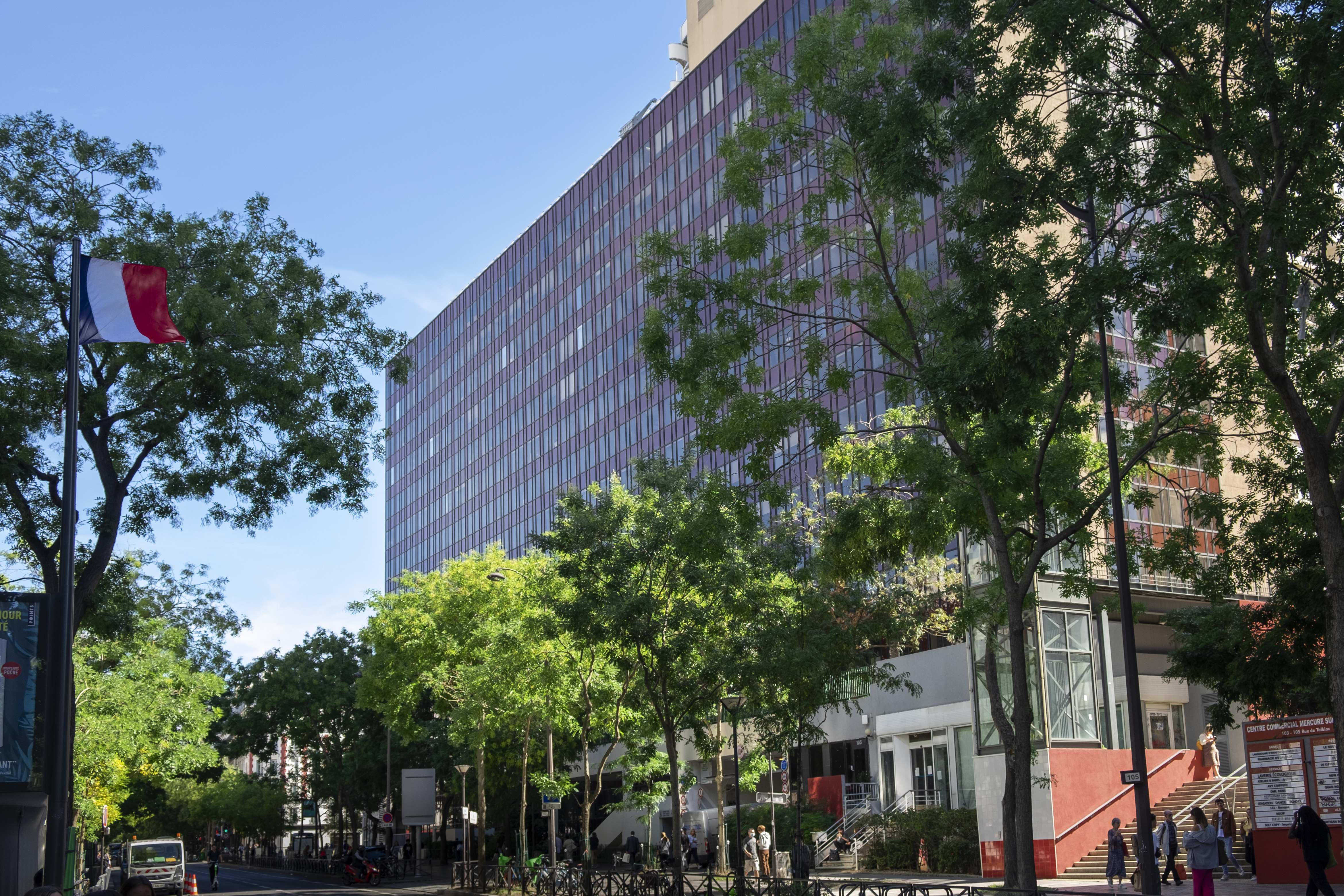
Hauptverwaltung in Paris (Rue de Tolbiac)

Das Institut national de la santé et de la recherche médicale (INSERM) ist eine Forschungs- und Entwicklungseinrichtung (EPST) unter der Verantwortung des Ministère de la Santé (Gesundheitsministeriums) und des Ministère de la Recherche (Forschungsministeriums) der Republik Frankreich. Die Gründung erfolgt 1964.

## Geschichte
Es ist  einzige französische staatliche Forschungseinrichtung, die sich der menschlichen Gesundheit widmet. Ihre Forschungen gelten den Krankheiten, und zwar den häufigen aber auch den sehr seltenen, der Biologie und der Humanmedizin.
Die Aufgaben des INSERM umfassen:
- Grundlagenforschung,
- klinische Forschung,
- Diagnostik und Therapie,
- Volksgesundheit.

## Zuordnung
Heute sind 85 % der 360 Forschungslaboratorien von INSERM in Universitätskliniken oder Krebsforschungszentren angesiedelt. Die anderen sind in die Forschungseinrichtungen der Centre national de la recherche scientifique (CNRS) oder auch in die Institute Pasteur oder Curie eingegliedert.

## Statistik
- 360 Laboratorien
- 24 Forschungskliniken (CIC)
- 13.000 Mitarbeiter davon 6.500 bezahlt von Inserm
- 400 Partnerfirmen